# 로널드 퀘모이
로널드 체볼레이 퀘모이(영어: Ronald Chebolei Kwemoi, 1995년 9월 19일~)는 케냐의 육상 선수로 주 종목은 장거리 달리기이다. 올림픽에 2회(2016, 2024) 참가했고 2024년 하계 올림픽 남자 5000m 종목에서 은메달을 획득했다.